# Fort Verdala
Fort Verdala (malt. Il-Fortizza Verdala), znany również jako Verdala Barracks (Koszary Verdala), są to ufortyfikowane koszary w Cospicua, Malta. Zostały zbudowane przez Brytyjczyków, w latach 1850., wewnątrz części bastionów XVII-wiecznej Santa Margherita Lines. Fort był używany jako obóz jeniecki podczas obu wojen światowych, a później znany był jako HMS Euroclydon. Pozostawał w użyciu przez wojsko brytyjskie do roku 1977.

## Historia
Fort Verdala został zbudowany przez Royal Engineers w latach 1852-1856. Został zbudowany w środkowej części Santa Margherita Lines, łącząc ze sobą St. Margherita Bastion oraz St. Helen Bastion. Fort otrzymał nazwę po Verdala Curtain, murze osłonowym łączącym te dwa bastiony. Sam fort mieści budynki koszarowe, otoczone murami z kazamatami, wokół których biegnie płytki rów obronny.
W roku 1886 fort był uzbrojony w 24-funtowe haubice gładkolufowe. Broń ta została usunięta w latach 1890., gdy fort został zamieniony w kompleks koszarowy. W czasie I wojny światowej fort stał się obozem jenieckim, gdzie przetrzymywani byli jeńcy niemieccy, wśród nich Franciszek Józef von Hohenzollern-Emden, Karl von Müller i Karl Dönitz.
W okresie międzywojennym w Forcie Verdala, zanim został on zamieniony w magazyn Royal Navy, stacjonowali Royal Marines. W roku 1940 został zakwalifikowany jako kamienna fregata o nazwie HMS Euroclydon, i był używany jako szkoła dla dzieci personelu Royal Navy. Szkoła została zamknięta w roku 1943 z powodu bombardowań lotniczych, a fort stał się znów obozem jenieckim. W roku 1945 służył krótko jako punkt demobilizacyjny, lecz został szybko w roku 1947 przekształcony w szkołę morską.
Chociaż była to szkoła, fort wciąż pełnił rolę domu dla personelu morskiego oraz Maltańczyków w służbie brytyjskiej, a także okazjonalnie dla marynarzy innych państw Commonwealthu.
Fort został wycofany z użytkowania przez armię brytyjską i oddany w ręce rządu maltańskiego w roku 1977. Obecnie dzielony jest pomiędzy mieszkania rządowe oraz szkołę.